# Шматоваленко Сергій Сергійович
Сергі́й Сергі́йович Шматова́ленко (нар. 29 січня 1967, Одеса, УРСР) — радянський і український футболіст, захисник. Гравець збірних СРСР і України. Майстер спорту міжнародного класу (1990). Нині — тренер. Батько футболіста Сергія Шматоваленка (молодшого).

## Біографія
Вихованець СДЮСШОР «Чорноморець». Перший тренер — Г. С.  Бурсаков.
У Вищій лізі чемпіонату СРСР провів 122 матчі (забив 3 м'ячі). У Вищій лізі України — 107 матчів (1 гол). В єврокубках зіграв 33 матчі.
Працював асистентом старшого тренера «Динамо» U-19. Перед початком сезону 2021/22 увійшов до тренерського штабу одеського «Чорноморця». Залишив «Чорноморець» 30 грудня 2021 року разом з Юрієм Морозом.

## Досягнення
- Чемпіон Європи (U-21): 1990
- Чемпіон СРСР: 1990
- Володар Кубка СРСР: 1990
- Чемпіон України (6): 1993, 1994, 1995, 1996, 1997, 1998
- Володар Кубка України (2): 1993, 1996
- Чемпіон IX Спартакіади народів СРСР: 1986